# 巯异嘌呤
巯异嘌呤（INN：tisopurine；或Thiopurinol）是一种黄嘌呤类似物，在一些国家用于治疗痛风的药物。它通过抑制尿酸的早期产生来减少尿酸的产生。在体外，巯异嘌呤作为黄嘌呤氧化酶抑制剂的活性仅为别嘌醇的十分之一。